# 土庫曼斯坦足球協會
土庫曼斯坦足球協會（Türkmenistan Futbol Federasiýasy，缩写TFF）是土庫曼斯坦官方组织的足球協會。該協會於1992年建立，並於1994年加入國際足球總會及亞洲足球總會。